# Окушірі (Хоккайдо)

42°10′20″ пн. ш. 139°30′51″ сх. д. / 42.17222° пн. ш. 139.51417° сх. д.
Окуші́рі (яп. 奥尻町, おくしりちょう, МФА: [okoɕiɾʲi t͡ɕoː]) — містечко в Японії, в повіті Окушірі округу Хіяма префектури Хоккайдо. Розташоване но острові Окушірі. Станом на 1 жовтня 2008 року площа містечка становила 142,98 км². Станом на 31 березня 2017 населення містечка становило 2762 осіб.

## Географія
- Острів Окушірі